# Enrique Jordá
Pour les articles homonymes, voir Jorda.
Enrique Jordá est un chef d'orchestre espagnol naturalisé américain, né le 24 mars 1911 à Saint-Sébastien et mort le 18 mars 1996 à Bruxelles.

## Biographie
Après avoir dirigé à Madrid, au Cap et à Anvers (à la DeFilharmonie), il devient directeur musical de l'Orchestre symphonique de San Francisco de 1954 à 1963.  Il réalise de nombreux enregistrements stéréo avec cet orchestre pour la firme RCA Victor en 1957 et 1958, puis pour la Composers Recordings Inc. en 1962.  C'est avec la tournée européenne de 1973 en Europe que Jordá dirige l'Orchestre symphonique de San Francisco pour la dernière fois.
Il a écrit un ouvrage consacré à la direction : El director de orquesta ante la partitura.
Sa fille, Tessa, qui épouse David Brewer, est nommée OBE au Royaume-Uni en 2015.